# Сааринен, Арно
Арно Алексантери Сааринен (фин. Arno Aleksanteri Saarinen; 11 сентября 1884 — 7 февраля 1970) — финский гимнаст, бронзовый призёр летних Олимпийских игр 1908 года.
На Играх 1908 года в Лондоне Сааринен участвовал только в командном первенстве, в котором его сборная заняла третье место.